# Zábiedovo
Zábiedovo (hongrois : Zábidó) est un village de Slovaquie situé dans la région de Žilina.

## Histoire
La première mention écrite du village date de 1567.

## Démographie

### Évolution de la population
| Année:               | 1994. | 2004.   | 2014.   | 2024.    |
| -------------------- | ----- | ------- | ------- | -------- |
| Nombre de personnes: | 743   | 786     | 825     | 978      |
| Différence:          |       | +5,78 % | +4,96 % | +18,54 % |

| Année:               | 2023. | 2024.   |
| -------------------- | ----- | ------- |
| Nombre de personnes: | 952   | 978     |
| Différence:          |       | +2,73 % |